# Stade Général-Seyni-Kountché
Le Stade Général Seyni Kountché (SGSK), (en arabe : ملعب جنرال سينى كونتش), (en haoussa : Babban filin wasa na General Seyni Kountché) est un stade de football situé à Niamey, au Niger.
Ce stade de 35 000 places accueille les matches à domicile de nombreux clubs de la ville.

## Histoire
Le Stade est réalisé grâce à la coopération nigero-chinoise, inauguré le 19 décembre 1988. Il porte le nom du Président du Niger Seyni Kountché (1931-1987) qui a pris l'initiative de le créer, selon le décret n° 88-1871/PCMS/MJS/C du 19 mai 1988 qui dénomme le stade national omnisports de Niamey.

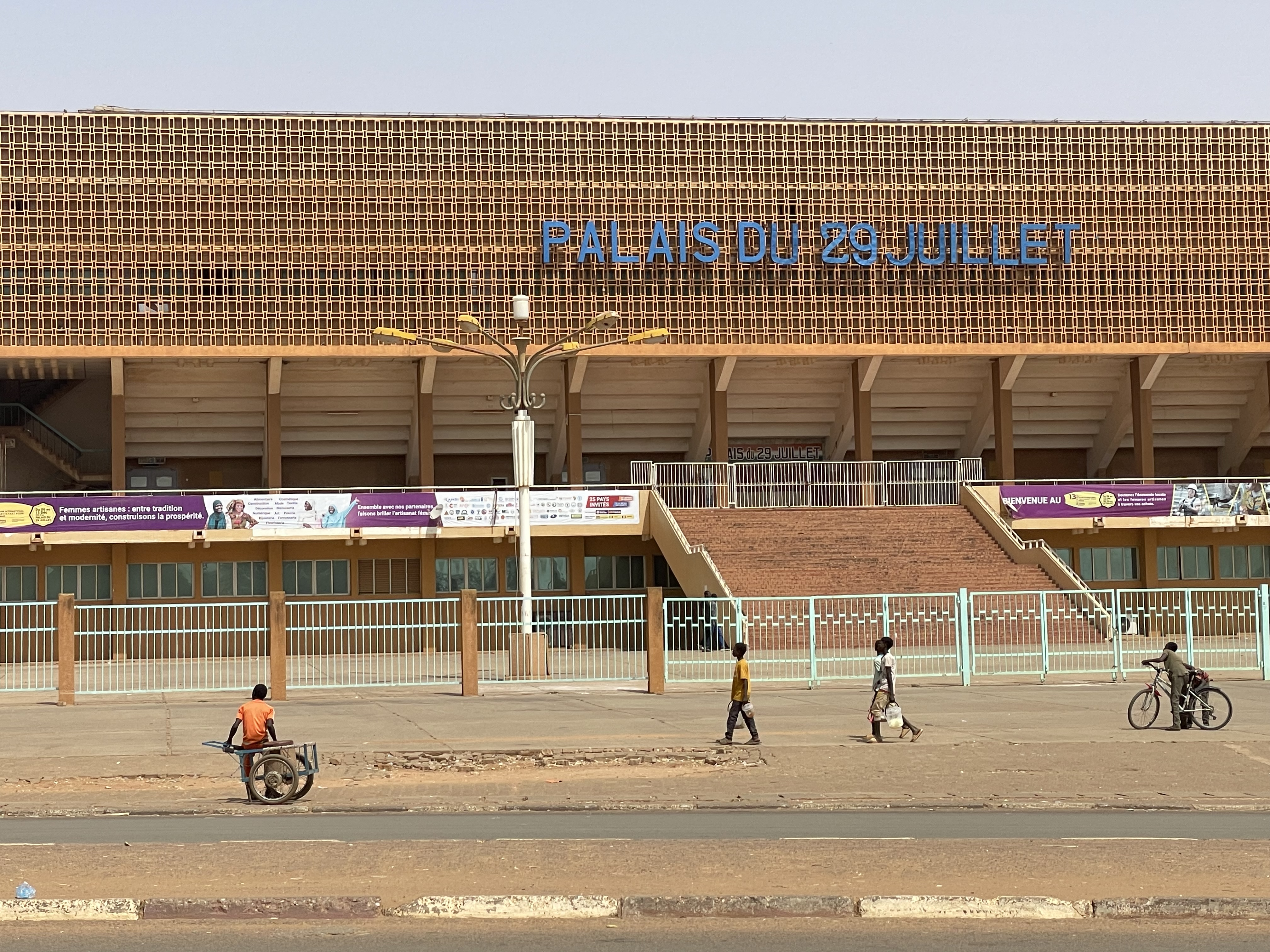
Palais du 23 Juillet du Stade Seyni Kountché

## Clubs résidents
- Sahel SC
- Olympic FC de Niamey
- Zumunta AC
- JS du Ténéré
- Union sportive de la Gendarmerie nationale

## Événements
- Premiers jeux de la Communauté des États sahélo-sahariens CEN SAD en 2009[3].